# Млађа
Млађа шупља, шупаљка (Corydalis cava (L.) Schweigg. & Kӧrte; Syn.: C. bulbosa Pers. ) и млађа обична (Corydalis solica Swartz; Syn.: Fumaria solida (L.) Mill.; C. Digitata Pers.; C. halleri Willd.) распрострањене су у Европи, Азији и на високим планинама Африке. Млађа је једногодишња или вишегодишња зељаста биљка. Постоји око 470 врста ове биљке. 

## Млађа шупља
Млађа шупља (енг. Hollowroot, birthwort; њем. Hohler Lerchensporn; рус. Хохлатка полаᴙ) је вишегодишња зељаста биљка са подземни стаблом у облику гомоља. Гомољи браон боје, округли, величине ораха. Млађа је трајница, чија висина достиже од 10 до 35 cm (изузетно до 50 cm), геофита. Стабљике усправне, зелене или риђе боје. На стабљици по два листа везана петељкама. Цвјетови скупљени у цваст, црвене, љубичасте или бијеле боје. Плод се налази са стране у облику тоболца. Сјеме величине око 3 mm, црне боје. 

### Карактеристике биљке
Биљка свијетлих, листопадних шума, неки дијелови биљке љековити док су други отровни. Млађа је слабо медоносна биљка. Вријеме цвјетања од априла до маја. 

## Млађа обична
Млађа обична (њем. Gefingerter Lerchensporn, Vollwurz- Lerchensporn; рус. Хохлатка галлера) је гомољаста вишегодишња зељаста биљка, чији су округли гомољи пуни. Стабљике усправне, висине од 10 до 20 cm (изузетно 30 cm). Биљка геофита, трајница. На стабљикама, листови се налазе у пару, плавозелене боје. Цвјета у облику цваста, цвјетовима љубичастоцрвене боје, од марта до априла. Плод у облику дугуљастог тоболца. Сјеме ситно, црно око 2 mm величине, једу инсекти и тако доприносе расијавању. 

### Карактеристике биљке
Цвјета у рано прољеће у свијетлим листопадним шумама. Поједини дијелови биљке отровни. Ово је слабо медоносна биљка.